# شورتانبای
شورتانبای (قزاقی: Шортанбай) یک منطقه مسکونی در قزاقستان است که در استان آتیرائو واقع شده‌است.